# مدرسة كوتاج
مدرسة كوتاج (بالإنجليزية: The Cottage School)‏ هي مدرسة للتربية الخاصة تقع في روزويل، جورجيا. وتهتم فقط بالأطفال من ذوي الاحتياجات الخاصة.

## وصلات خارجية
- The Cottage School website